# Emmy Klieneberger-Nobel

Übersichtsarbeit von Emmy Klieneberger-Nobel aus dem Jahr 1961 über ihre Studien zu Mykoplasmen

Emmy Klieneberger-Nobel (* 25. Februar 1892 in Frankfurt am Main; † 11. September 1985) war eine deutsch-britische Mikrobiologin jüdischer Abstammung. Sie wirkte ab 1922 am Städtischen Hygienischen Universitätsinstitut in Frankfurt und, nachdem sie als erste Frau an der Universität Frankfurt habilitiert worden war, ab 1930 auch als Universitätsdozentin. 1933 emigrierte sie aufgrund der Judenverfolgung während der Zeit des Nationalsozialismus nach London, wo sie bis 1962 am Lister Institute of Preventive Medicine tätig war. Sie gilt als Mitentdeckerin der als Krankheitserreger bedeutsamen Mykoplasmen, über die sie grundlegende Arbeiten zu deren Morphologie und Wachstum veröffentlichte.

## Leben
Emmy Klieneberger-Nobel wurde 1892 als jüngstes Kind jüdischstämmiger Eltern in Frankfurt am Main geboren. Die jüdische Religion spielte im Leben der Familie jedoch keine bedeutende Rolle. Ihre Eltern, die ihre beiden Töchter taufen ließen, waren aus der jüdischen Gemeinde ausgetreten, strebten eine Assimilation in die deutsche Gesellschaft an und bezeichneten sich als freireligiös. Der Vater, der als Weinhändler tätig war, hatte zudem seinen Vornamen von „Abraham“ zu „Adolf“ ändern lassen. Emmy Klieneberger-Nobel absolvierte nach dem Schulbesuch in ihrer Geburtsstadt dort zunächst auch das Lehrerinnenseminar, das sie 1911 abschloss. Zwei Jahre später erwarb sie ebenfalls in Frankfurt das Abitur und begann im gleichen Jahr ein Studium der Botanik und Zoologie, der Mathematik sowie der Physik an der Universität Göttingen. Ab 1914 setzte sie ihr Studium an der neugegründeten Universität Frankfurt fort, an der sie 1917 in Botanik promovierte. Danach studierte sie für ein Semester erneut Mathematik in Göttingen und absolvierte nach ihrer Rückkehr nach Frankfurt im Jahr 1918 das Staatsexamen zur Lehrberechtigung in der Oberstufe höherer Schulen. Nach einem einjährigen Referendariat an Schulen in Frankfurt bestand sie im November 1919 das pädagogische Examen. Anschließend arbeitete sie drei Jahre lang als Lehrerin für Physik, Chemie, Biologie und Arithmetik an einer privaten Mädchenschule in Dresden.
Im Jahr 1922 ging sie erneut zurück nach Frankfurt, wo sie unter Max Neisser eine Stelle als Bakteriologin am Städtischen Hygienischen Universitätsinstitut bekam. Neben ihrer Arbeit in der klinischen Routineanalytik des Instituts widmete sie sich auch Forschungstätigkeiten. 1930 wurde sie als erste Frau an der Universität Frankfurt habilitiert, anschließend wirkte sie dort zusätzlich zu ihrer Tätigkeit im Hygieneinstitut als Dozentin. Im September 1933 wurde ihr aufgrund ihrer jüdischen Abstammung auf der Grundlage des Gesetzes zur Wiederherstellung des Berufsbeamtentums die Lehrbefugnis entzogen, wenige Tage später emigrierte sie nach London, wo sie 1934 eine Stelle als Wissenschaftlerin am Lister Institute of Preventive Medicine erhielt. Ihr Bruder Carl Klieneberger, der bis 1933 als Chefarzt und Leiter der internistischen Abteilung des Städtischen Krankenhauses in Zittau tätig war, nahm sich aufgrund der zunehmenden antisemitischen Verfolgung kurz vor der Aberkennung seiner Approbation im September 1938 das Leben, ebenso wie 1941 ihre Mutter und ihre Schwester im Alter von 93 beziehungsweise 60 Jahren. Ihrem Bruder Otto Klieneberger, der Oberarzt an der Universitätsnervenklinik in Königsberg war, half sie bei der Ausreise aus Deutschland über Großbritannien nach Südamerika, ebenso unterstützte sie einige Neffen und Nichten bei der Emigration nach England. In London heiratete sie am 28. Januar 1944 den aus Österreich emigrierten Professor für Kinderheilkunde Edmund Nobel (* 24. Mai 1883 in Esztergom; † 26. Januar 1946 in London), der allerdings bereits zwei Jahre nach der Heirat verstarb. Sie verblieb, unterbrochen von einer kurzen Tätigkeit am Hygienischen Universitätsinstitut der Stadt Zürich im Jahr 1947, bis zu ihrer Emeritierung 1962 am Lister Institute.
Dem Leid, das ihr und ihrer Familie durch die Nazis angetan wurde, begegnete Klieneberger-Nobel in ihren Memoirs auf sehr versöhnliche Art.

„Hier möchte ich hinzufügen, dass ich kein Ressentiment gegenüber den Deutschen als Volk empfinde. Wenn das deutsche Volk - als Ganzes - schuldig ist an den entsetzlichen Verbrechen der Nazis, dann teile ich und all jene Juden, die - wie auch ihre Vorfahren - bis zu dieser Zeit in Deutschland als deutsche Staatsbürger lebten, die Schuld mit ihnen.“

Emmy Klieneberger-Nobel starb 1985.

## Wissenschaftliches Wirken
Emmy Klieneberger-Nobel veröffentlichte im Laufe ihrer Karriere rund 80 wissenschaftliche Publikationen insbesondere zur Morphologie und Morphogenese von Bakterien. Zu ihren Leistungen zählte unter anderem die Beschreibung besonderer zellwandloser Formen einiger Bakterienarten, die unter bestimmten Kulturbedingungen entstehen und von ihr als „L-Phase“ oder „L-Form“ bezeichnet wurden. Darüber hinaus trug sie im Verlauf ihrer Karriere wesentlich zur Entdeckung der Mykoplasmen bei, die sie zunächst „Pleuropneumonia-like Bodies“ nannte, und veröffentlichte 1962 unter dem Titel „Pleuropneumonia-like organisms (PPLO) Mycoplasmataceae“ die erste Monografie über diese Bakteriengattung. Etwa zeitgleich zu ihrer Emeritierung wurde die Bedeutung von Mykoplasmen als Krankheitserreger bei Menschen, Tieren und Pflanzen erkannt, wodurch ihre vorherigen grundlegenden Arbeiten über deren Morphologie und Wachstum zunehmend an Relevanz gewannen und ihre Rolle als Mitbegründerin der Mikrobiologie der Mykoplasmen allgemein anerkannt wurde.

## Auszeichnungen
Emmy Klieneberger-Nobel wurde 1967 aus Anlass ihres 75. Geburtstages zum Ehrenmitglied des Robert Koch-Instituts und zum korrespondierenden Mitglied der Deutschen Gesellschaft für Bakteriologie und Hygiene ernannt. Neun Jahre später folgte die Ernennung zum ersten Ehrenmitglied auf Lebenszeit der neugegründeten International Organization for Mycoplasmology, die darüber hinaus seit 1980 den „Emmy Klieneberger-Nobel Award“ für herausragende Forschungsleistungen zu Mykoplasmen verleiht. Darüber hinaus erhielt sie 1980 für ihr herausragendes Lebenswerk die Robert-Koch-Medaille.
Seit 2020 gibt es die Emmy-Klieneberger-Nobel-Straße auf dem Campus Riedberg der Frankfurter Universität. (Lage)

## Werke (Auswahl)
- Pleuropneumonia-like organisms (PPLO) Mycoplasmataceae. London und New York 1962
- Focus on Bacteria. London 1965
- Pionierleistungen für die medizinische Mikrobiologie. Lebenserinnerungen. Fischer, Stuttgart / New York, NY 1977, ISBN 3-437-10497-7; englische Ausgabe: Memoirs. Übersetzt von Francis A. Blake. Academic Press, London 1980, ISBN 0-12-414850-6 (Autobiographie).